# Natallia Martchanka
Natallia Alehawna Martchanka (biélorusse : Наталля Алегаўна Марчанка), née le 19 mai 1979 à Retchytsa, est une joueuse de basket-ball biélorusse.

## Club
- 1994-1996 :  RUOR Minsk
- 1995-1999 :  Gorizont Minsk
- 1999-2000 :  Tchevakata Vologda
- 2000-2004 :  Fairleigh Dickinson University (NCAA)
- 2004-2006 :  Meblotap AZS Chełm
- 2006-2008 :  Dynamo-Energiya Novossibirsk
- 2008-2009 :  Lotos Gdynia
- 2009-2010 :  Municipal MCM Targoviste
- 2010-2011 :  MBK Dynamo Moscou

## Palmarès

### Distinction personnelle
- élue dans le meilleur cinq du championnat d'Europe 2007